# Käse und Blei
Käse und Blei ist eine 30-minütige Silvester-Komödie, deren Premiere am 31. Dezember 2019 erfolgte. Die NDR-Produktion läuft jedes Silvester zwischen Klassikern wie Dinner for One, Ein Herz und eine Seele und Neues aus Büttenwarder.

## Handlung
Maike und ihr Ehemann Sören haben zu Silvester Freunde und Familie eingeladen. Doch was als friedlicher Raclette-Abend geplant war, läuft aus dem Ruder, als sich Doris und Dirk über die Betreuung ihrer Drillinge in die Haare geraten, als Nils’ Heiratsantrag an Inka mit schweren Verbrennungen durch Bleigießen missglückt und ein aufgefundenes Ultraschallfoto als Beweis für Oma Gudruns Krebserkrankung interpretiert wird. Und schließlich erfährt die gesamte Runde, dass Gastgeber Sören deswegen so übel gelaunt ist, weil Maike ihn im alten Jahr betrogen hat. Nachdem Sören voller Wut den Christbaum aus der Wohnung schleudert und unten auf Dirk fällt, trifft sich die Truppe in der Notaufnahme des Krankenhauses wieder. Dort kommen sie wieder zusammen und sogar der Heiratsantrag glückt. Lediglich Oma und der kleine Sohn stoßen in der Wohnung auf das neue Jahr an.

## Rezeption
evangelisch.de schrieb: „‚Käse und Blei‘ erzählt von einem Silvesterabend, der komplett aus dem Ruder läuft. Die Kunst des Drehbuchs von Robert Löhr besteht darin, die Dinge nur ein bisschen auf die Spitze zu treiben, um sie eskalieren zu lassen: ein ganz normaler Ehestreit, ein verunglückter Heiratsantrag, ein falsch interpretiertes Ultraschallfoto.“
Tilmann P. Gangloff vergab 4½ von 6 Sternen bei Tittelbach.tv und merkte an: „Angesichts der Kürze der mit großem Aufwand inszenierten Komödie ist die Ereignisdichte nicht weiter verwunderlich, aber Regisseur Felix Koch gelingt es auf fast schon wundersame Weise, die vielen zum Teil bizarren Ideen trotzdem nicht wie eine Nummernrevue wirken zu lassen. Der Film wäre schon allein wegen der zudem vortrefflich vorgetragenen Dialoge eine Empfehlung wert, aber auch die Slapstickszenen sind wunderbar umgesetzt.“